# Missa de la Coronació
La Missa en do major per a cor, solistes i orquestra K. 317, coneguda com la Missa de la Coronació («Krönungsmesse»), és una missa composta per Wolfgang Amadeus Mozart.
A Catalunya es va estrenar, en la seva primera audició íntegra, el 7 de juny de 1944 al Palau de la Música de Barcelona interpretada per l'Orfeó Laudate i els solistes Andrea Fornells (soprano), Concepció Callao (contralt), Pau Civil (tenor) i  Domènec Sánchez Parra (baix); amb Pere Grau a l'orgue i tots sota la direcció d'Àngel Colomer.

## Història

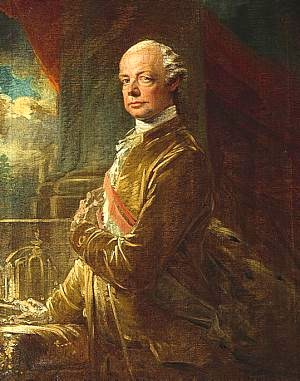
Leopold II, emperador romanogermànic.

Mozart va escriure aquesta missa per a les celebracions de Pasqua de 1779, i igual com tota la música composta en aquest període mostra la nova maduresa del compositor. Sembla que el sobrenom d'aquesta missa es deu al fet que es va interpretar a Viena durant les celebracions de la coronació de l'emperador Leopold II el 1791 o la de l'emperador Francesc II el 1792, però altres fonts indiquen que el nom fou donat a principis del segle xix, quan va esdevenir a Viena una de les preferides per les cerimònies de coronació i d'acció de gràcies.
Mozart va estar molt lluny d'estar satisfet en haver de tornar al servei a l'arquebisbe de Salzburg, Colloredo, el 1779, després d'una llarga absència. En el viatge a Mannheim i a París, que havia durat més d'un any, s'havia guanyat l'amistat d'importants músics de Mannheim, però també va patir una sèrie de decepcions: la seva mare va morir a París, a Mannheim Aloysia Weber havia rebutjat la seva proposta de matrimoni i tots els seus esforços per a ser reconegut com a compositor a Múnic, Mannheim i París havien fracassat. Després d'aquest viatge es va veure obligat de viure amb el seu pare i la seva reincorporació al servei del seu odiat patró, això fou la primera gran decepció de la seva vida.
La Missa K. 317 figura entre les primeres obres realitzades al retornar del seu viatge a París, quan Mozart va arribar el 15 de gener de 1779, i el van nomenar organista de la cort. Indubtablement destinada a la litúrgia pasqual (tot i que la tradició ha volgut que s'associés a la Coronació de la Verge Maria), la Missa K. 317, tot i el seu plantejament ambiciós i imponent, pertany al gènere de la missa breu: els sis episodis litúrgics clàssics (kyrie, glòria, credo, sanctus, benedictus i agnus dei), deixen inamovible el marc de la missa tradicional salzburguesa.

## L'obra
La missa està en la tonalitat de do major i escrita per a solistes (soprano, mezzosoprano, tenor i baix), cor, orgue i orquestra: 2 oboès, 2 trompes, 2 trompetes, 3 trombons, timbals, violins I-II i baixos (violoncels, contrabaixos i fagots).
Se'ns mostra com una obra evolucionada i brillant, d'orquestració eminentment simfònica i plena de mòrbides i belles melodies. Especial referència mereix l'Agnus Dei, que reapareixerà anys més tard en l'ària Dove sono, cantada per la Contessa di Almaviva a Les noces de Fígaro (1785-86), fet que ha donat peu a nombroses especulacions destinades a considerar les obres religioses de Mozart com a eminentment operístiques. El desig d'unitat i cohesió interna apareix explícit en el fet que Mozart empri el mateix tema del Kyrie inicial per a les paraules finals del text litúrgic Dona nobis pacem.
El Kyrie comença sense preàmbul orquestral, amb l'Andante maestoso. Mozart obeeix, doncs, al precepte de l'economia i construeix un digne pòrtic a través de la triple trucada. Després dels solemnes interludis de ritme puntejat, els solistes, desviant-se cap a la tonalitat menor, entonen el Christe eleison.
De manera anàloga s'inicia el Glòria. Mozart reparteix el text entre les parts solistes des de Domine Deus. Més endavant recorre a una espècie d'estil de motet (Miserere, Suscipe) amb breus imitacions prèvies. Tu solus Altissimus imposa a la soprano les notes més agudes; Jesu Christe les més greus. Això, com també el fugato que comença amb els sols, pertany al vocabulari tradicional de l'exegesi.
El Credo s'interpretava després de la prèdica, amb un preludi orquestral de només quatre compassos i la declamació homòfona de les síl·labes. Vigorosos accents forte-piano subratllen les paraules Dominum Jesum Christum, línies descendents descriuen el Descendit de caelis i Et incarnatus est. Segueix el Crucifixus amb contaminacions harmòniques, i un vacil·lant Et sepultus est. Et resurrexit reflecteix la Resurrecció i Et unam sanctam ecclesiam s'aferra al do major, que és la tònica de la Missa.
El Sanctus és concís; la menció del Cel (in excelsis) indueix a Mozart a compondre extenses modulacions cantades sense text.
El Benedictus, que forma part en realitat de l'Hosanna, va ser separat d'aquest i musicat després de la seva conversió, mentre es continuava resant el missal en silenci. El compositor va tenir aquí més temps disponible. Mozart comença per escriure el preludi per a cordes, de vuit compassos, i una part expressiva per a solistes. També pren el seu temps amb l'Agnus Dei, inventant una ària per a soprano, molt intimista. A partir d'allà comença el Dona nobis pacem amb un préstec del Kyrie.